# Keito Hariya
Keito Hariya (針谷 奎人 Hariya Keito, sinh ngày 18 tháng 5 năm 2003) là một cầu thủ bóng đá người Nhật Bản hiện tại thi đấu ở vị trí hậu vệ cho câu lạc bộ Albirex Niigata (S).